# 内藤久一郎
内藤 久一郎（ないとう きゅういちろう、1905年（明治38年）3月12日 - 1989年（平成元年）10月20日）は、昭和期の実業家、政治家。衆議院議員、新潟県刈羽郡石地町長。

## 経歴
新潟県刈羽郡石地町（朝日町、西山町を経て現柏崎市西山町石地）で、素封家・内藤鷲郎（内藤久寛養子）の長男として生まれる。1930年（昭和5年）早稲田大学経済科を卒業した。
1931年（昭和6年）9月、新潟県会議員に当選し、同参事会員も務めた。1936年（昭和11年）2月、第19回衆議院議員総選挙に新潟県第3区から立憲民政党公認で出馬して当選し、衆議院議員に1期在任した。その他、石地町長、新潟県町村長会副会長、刈羽郡町村長会長、新潟県大陸開拓協会副会長、大政翼賛会刈羽郡支部長、柏崎税務署管内家屋賃貸価格調査委員、青少年団長、帝国在郷軍人会石地分会長、石地町農会長などを務めた。
実業界では、石地町信用組合長、柏崎瓦斯監査役、長岡銀行取締役、北越銀行監査役、七洋工芸取締役などを務めた。
戦後に公職追放となった。追放解除後、1952年（昭和27年）10月、第25回総選挙に新潟県第3区から改進党公認で出馬したが落選した。

## 親族
- 祖父 内藤久寛（実業家、衆議院議員、貴族院勅選議員）[3]